# Space Lord
Space Lord [speɪs lɔ:d] ist ein Lied der US-amerikanischen Rockband Monster Magnet aus dem Album Powertrip von 1998. Die Single sowie das dazugehörige von Joseph Kahn gedrehte Musikvideo waren ein großer Erfolg für die Rockband.
Das Lied erreichte die Nummer 3 der Billboard Mainstream Rock Songs Charts und die Nummer 29 der Billboard Alternative Songs Charts. Auch eine neu abgemischte Version wurde arrangiert und zusammen mit dem Original auf ihrem Greatest Hits-Album veröffentlicht. Das Musikvideo war am 14. September 1998 das erste in der MTV-Chart-Sendung Total Request Live ausgestrahlte.
Um das Lied radio- und fernsehtauglicher zu machen, wurde die ursprüngliche Liedzeile „Space lord, motherfucker“ des Refrains gekürzt und um ein Echo ergänzt, wodurch die Zeile nun wie „Space lord, mother, mother“ klingt. Der Gesangsrhythmus blieb unverändert. Die unzensierte Version mit der ursprünglichen Lyrik befindet sich auf dem Intergalactic 7 Remix, dem Greatest Hits Album und dem inoffiziellen Monster Bootnet Remix von Boys Noize.

## Musikvideo
Das Musikvideo ist eine Parodie auf das Musikvideo Feel So Good des Rappers Mase. Als Gaststar tritt der US-amerikanische Musiker Twiggy Ramirez auf. Der Anfang des Videos ist eine Hommage an Enter Sandman von Metallica.

## Weblink
- Offizielles Musikvideo von Space Lord